# Joris Kooiman
Joris Kooiman (1985) is een Nederlandse financieel journalist en auteur. 

## Journalist
Na het Stedelijk Gymnasium Johan van Oldenbarnevelt in Amersfoort studeerde Kooiman 'Internationale betrekkingen' en 'politieke economie' aan de Rijksuniversiteit Groningen. In Rotterdam studeerde hij een jaar Journalistiek aan de Erasmus Universiteit. In 2011 deed hij een training aan het Amsterdam Institute of Finance.
Vanaf 2011 werkte hij voor Het Financieele Dagblad als redacteur en Duitslandcorrespondent in Berlijn. Sinds 2017 werkt Kooiman voor NRC Media.

## De Machine
Samen met onderzoeksjournalist Merijn Rengers en journalist Stijn Bronzwaer schreef hij het boek De Machine. De Machine staat voor het verdienmodel van het grote en machtige hotelboekingsplatform Booking.com. Booking groeide van studentenclubje uit Twente naar één van de grootste hotelwebsites ter wereld. De journalisten doorgrondden de opkomst, succes en het morele verval van Booking dat ten koste ging van de mensen achter de geldmachine.
Het boek stond eerder al op de Shortlist Brusseprijs 2022.

## Erkenning
Er ontstond in 2021 publieke verontwaardiging na de onthullingen in het boek De machine over de bonussen van de top van het bedrijf. Het leidde ertoe dat Booking.com 64 miljoen terugbetaalde aan de overheid. Kooiman werd met Stijn Bronzwaer en Merijn Rengers voor hun onthullingen beloond met De Loep in de categorie 'Signalerende onderzoeksjournalistiek'.

## Prijs
- De Loep 2021